# شهرداری پاویلوستا
شهرداری پاویلوستا (به لاتین: Pāvilosta Municipality) یک شهرداری در لتونی است. شهرداری پاویلوستا ۳٬۲۳۳ نفر جمعیت دارد.